# Wichelen
Wichelen este o comună neerlandofonă situată în provincia Flandra de Est, regiunea Flandra din Belgia. La 1 ianuarie 2008 avea o populație totală de 11.063 locuitori. Comuna Wichelen este formată din localitățile Wichelen, Schellebelle și Serskamp. Suprafața totală a comunei este de 22,87 km². 